# Tábor (Schiff)
Die Motorfähre Tábor ist eine Personen- und Fahrzeugfähre auf dem Bodensee. Sie verkehrt als Autofähre Konstanz–Meersburg und verbindet ganzjährig die Häfen von Konstanz-Staad und Meersburg im Linien- oder Pendelverkehr. Mit 72 Metern Länge und 8,6 Millionen Euro Baukosten war sie bis zur Fertigstellung der neuesten Bodenseefähre Lodi das größte und das teuerste Fährschiff auf dem Bodensee.

## Geschichte

### Bau
Die Fähre wurde im Juli 2003 auf der Bodan-Werft in Kressbronn am Bodensee auf Kiel gelegt. Den Rumpf lieferte die polnische Finnomar-Werft in Stettin. Mit 72 Metern Länge und 13,4 Metern Breite war sie das größte bis zu diesem Zeitpunkt auf der Bodan-Werft gebaute Schiff. Aus diesem Grund wurde sie in mehreren Abschnitten gebaut. Nach 15-monatiger Bauzeit wurde die Motorfähre im April 2004 fertiggestellt. Ihre Baukosten betrugen „nackt“ 7,6 Millionen Euro. Hinzu kamen Kosten für die Antriebe, die Inneneinrichtung und einen behindertengerechten Aufzug, so dass Gesamtkosten von 8,6 Millionen Euro zu entrichten waren. Ursprünglich wurden die Kosten auf sechs bis sieben Millionen Euro beziffert. Für den Fährenneubau wurden keinerlei Landesmittel verwendet. Insgesamt wirkten rund 150 Firmen beim Bau mit.

### Taufe und Jungfernfahrt
Die Fähre wurde am 15. Mai 2004 im Staader Hafen auf den Namen „Tábor“ getauft und als die zwölfte Fähre in der Geschichte der Konstanzer Stadtwerke, elf Jahre nach der Kreuzlingen, als bislang neueste und größte Fähre der Stadtwerke in Dienst gestellt. Der Schiffsname geht auf die Stadt Tábor in der Tschechischen Republik zurück, zu der die Stadt Konstanz eine Städtepartnerschaft pflegt. Damit würdigen die Stadtwerke Konstanz ihre tschechische Partnerstadt und die Beziehungen zum neuen Mitgliedsland in der Europäischen Union.
Die Taufe fand im Rahmen der Feier zum 20-jährigen Bestehen der Städtepartnerschaft statt. Ina Dedic, die Gattin des Taborer Oberbürgermeisters, taufte die neue Fähre. Dedic schenkte den Stadtwerken zur Taufe eine Schiffsglocke.
Zuvor wurde ein Namenswettbewerb veranstaltet, der 623 Namensvorschläge erbrachte. Doch viele der Wettbewerbsteilnehmer mutmaßten, die Namensgebung sei passend zur 20-jährigen Städtepartnerschaft längst abgesprochen gewesen. Der Wunsch, ein Schiff nach Jan Hus zu benennen, wurde abgelehnt.

### Linienbetrieb

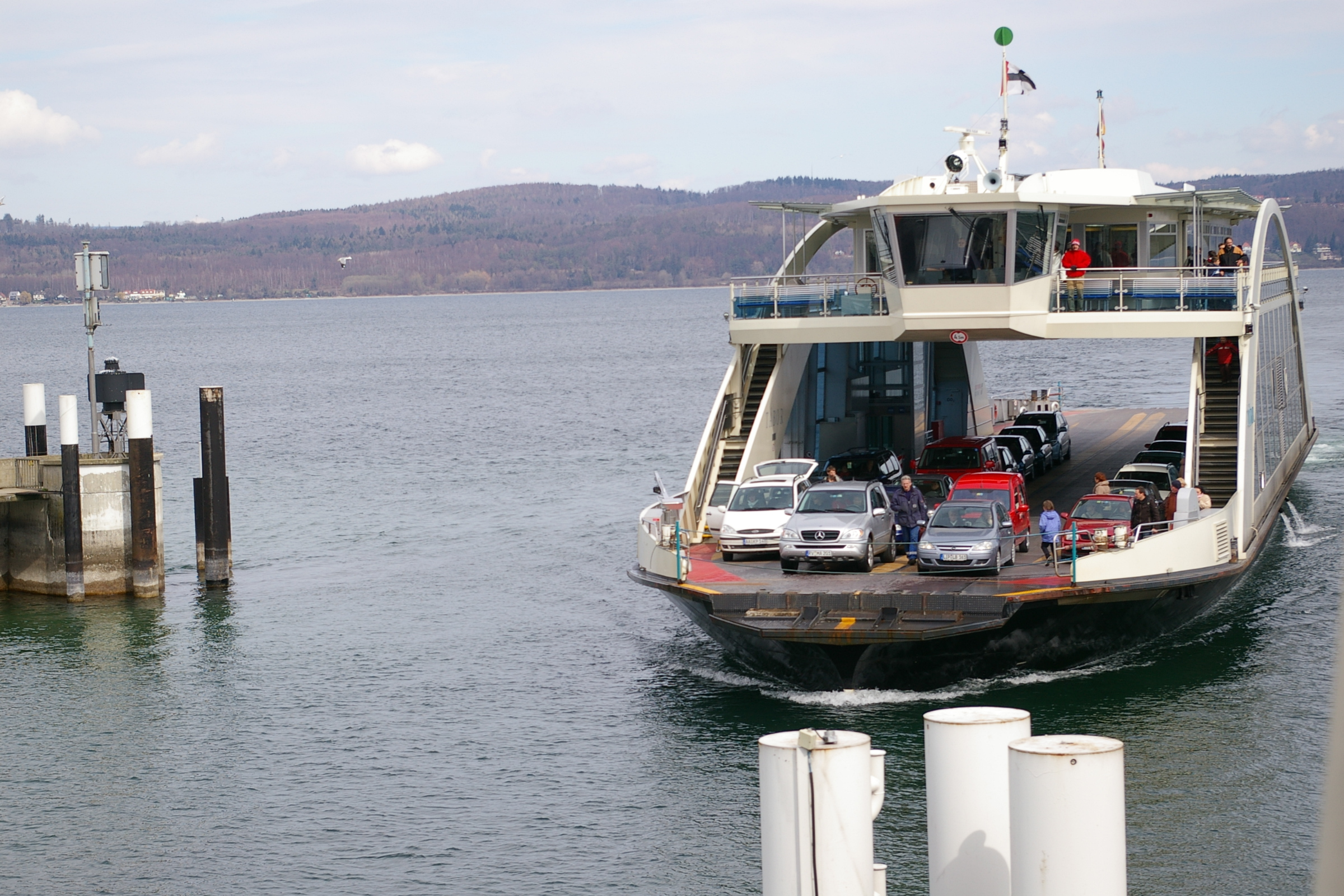
Tábor ankommend im Fähre-Terminal Konstanz-Staad

Die unter deutscher Flagge fahrende Tábor ging Mitte Juni 2004 in den Liniendienst und hat ihren Heimathafen in Konstanz. Zuvor führte die Mannschaft Test- und Übungsfahrten durch. Seitdem steht sie ununterbrochen im ganzjährigen Fähreinsatz zwischen Konstanz und Meersburg und ersetzte die Thurgau, die zum 1. Januar 2004 ausgemustert wurde.
Mit der Tábor können 700 Personen und 60 PKWs oder drei LKWs mit einer Achslast bis zu 15 Tonnen und 4 Meter Höhe zusammen mit 15 PKWs befördert werden.
Im Oktober und November 2004 fiel die Tábor wegen Antriebsschaden für mehrere Wochen aus. Der Fehler lag an einem der vier von einem Dieselmotor gespeisten Elektromotoren. Die Elektromotoren, die die Voith-Schneider-Propeller antreiben, waren durch mechanische Schwingungen geschädigt worden und mussten vom Hersteller im Rahmen der Gewährleistung repariert und neu eingestellt werden.

## Design und Umsetzung

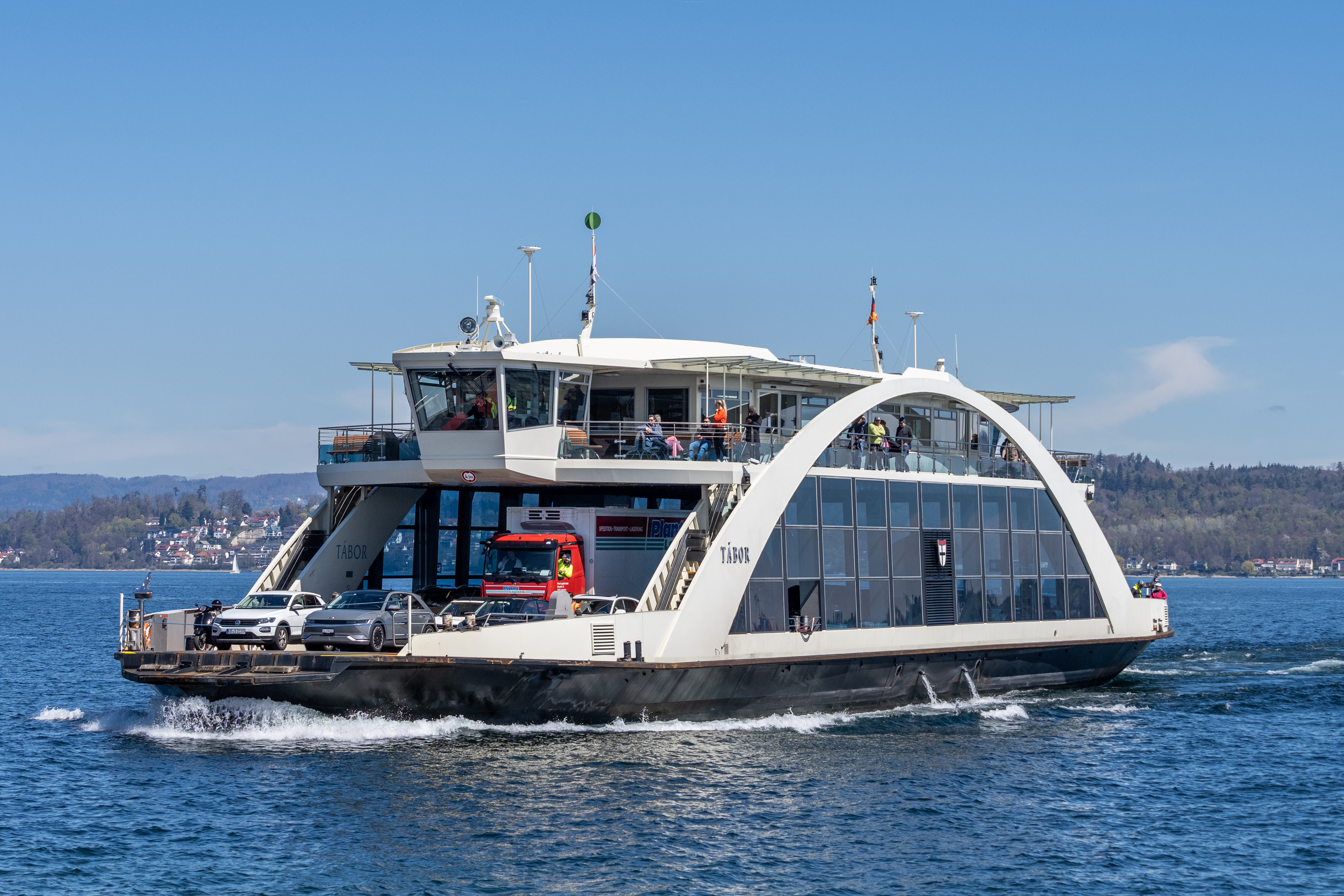
MF Tábor in Fahrt

Die charakteristische äußere Form der Tábor mit dem transparenten Design aus 780 Quadratmetern Glasfläche und den seitlichen geschwungenen Stahlträgerbögen läutete eine neue Form der Ästhetik in der Bodenseeschifffahrt ein. Die geschwungene Form soll die Brücke über den See symbolisieren. Sie sind die weithin sichtbaren Kennzeichen der als Kunstwerk geplanten Tábor. Das Schiff ist Teil des Gesamtkonzeptes Fähre 2000, zu dem auch die Neugestaltung der Hafenanlagen und die Katamaran-Verbindungen Konstanz–Friedrichshafen zählen.
Der Entwurf für das revolutionäre Design stammt von dem Kressbronner Unternehmen Idea-Design.
Die Tábor besitzt als erste Bodensee-Fähre kein Zwischendeck, die Toiletten befinden sich im Unterdeck. Sie ist behindertengerecht ausgestattet und besitzt einen Fahrstuhl. Neu sind zudem die gesonderten Fahrradstellplätze. Die Tábor hat eine Klassifikation des Germanischen Lloyd.

## Geplante Umstellung auf Elektrobetrieb
Anfang 2025 wurde bekannt, dass der Betreiber plant, die Tábor als erstes Fährschiff der Linie auf elektrischen Betrieb umzustellen. Das Schiff eigne sich gut dafür, weil die Voith-Schneider-Propeller bereits über Elektromotoren angetrieben werden und so im Wesentlichen nur die Dieselmotoren durch Batterien ersetzt werden müssten. Der Oberbürgermeister der Stadt Konstanz, Uli Burchardt, der auch Vorsitzender des Aufsichtsrats der Stadtwerke Konstanz ist, rechnete vor, dass die Umstellung zweier Fähren der Linie ungefähr so viel CO2 einsparen würde wie die optimale Dämmung der rund 300.000 m² Bruttogeschossfläche aller städtischen Gebäude in Konstanz. Das größere (und teurere) Problem sei aber, die Lade-Infrastruktur am Fährehafen Konstanz-Staad aufzubauen. Die Tábor habe 2024 870 t Dieselkraftstoff verbraucht, was einem CO2-Äquivalent von 2800 t entspreche. Förderanträge für die Umstellung seien bereits gestellt. Der geplante Umbau könnte innerhalb eines Jahres erfolgen, man rechne mit Kosten von 4 Millionen Euro und zwischen 6 und 8 Millionen für die Ladeinfrastruktur in Konstanz.

## Schwesterschiff
Die Tábor erhielt mit der Schiffstaufe am 8. Mai 2010 ein von der Bauart gleiches Schwesterschiff: Die Lodi.